# ミレニアムファーム
ミレニアムファーム（Millennium Farm）は、アメリカ合衆国ケンタッキー州レキシントンにある競走馬（サラブレッド）生産牧場である。種牡馬の繋養も行っている。代表者はロセンド・パーラ。馬主でもあり競走馬を所有している。

## 主な生産馬
- ウィルコ / Wilko（2004年 ブリーダーズカップ・ジュヴェナイル）[1]

## 主な所有馬
- スチューデントカウンシル / Student Council（2007年 パシフィッククラシック）[1]

## 過去の繋養馬
種牡馬
- Student Council[2]
- Even The Score[2]
- Giant Oak[2]
- Ice Box[2]
- I Want Revenge[2]
- Hakassan